# Hypnoidus impressicollis
Hypnoidus impressicollis là một loài bọ cánh cứng trong họ Elateridae. Loài này được Mannerheim miêu tả khoa học năm 1853.